# Montemonaco
Montemonaco ist eine italienische Gemeinde mit 533 Einwohnern (Stand 31. Dezember 2023) in der Provinz Ascoli Piceno (Region Marken).
Montemonaco bedeckt eine Fläche von 67,62 km² und liegt auf einer Höhe von 988 m s.l.m..
Die Nachbargemeinden sind Arquata del Tronto, Castelsantangelo sul Nera (MC), Comunanza, Montefortino, Montegallo und Norcia (PG).

## Söhne und Töchter
- Sergio Sebastiani (1931–2024), römisch-katholischer Geistlicher, Kurienkardinal